# سیارک ۲۱۲۹۹۱
سیارک ۲۱۲۹۹۱ (به انگلیسی: 212991 Garcialorca، نامگذاری:2009DE30)۲۱۲۹۹۱مین سیارک کشف شده‌است که در ۲۳ فوریه ۲۰۰۹ کشف شد.